# Gawrych-Ruda
Gawrych-Ruda est un village polonais du district administratif de Suwałki, dans le powiat de Suwałki, voïvodie de Podlachie, au Nord-Est du pays.
La population est d'environ 310 habitants